# Alcoy (Filipinas)
Alcoy es una ciudad de Filipinas, situada en la isla y provincia de Cebú. Según el censo de 2010, tiene una población de 14.757 y dista 93 kilómetros de la capital provincial, la ciudad de Cebú.
Recibe su nombre de la ciudad española de Alcoy, ya que en la época de colonización española de las Filipinas, a algún morador le recordaba aquella zona al Alcoy español, debido a lo ondulado del terreno y el verdor de las colinas.

## Geografía
Alcoy es un municipio de 5ª clase, que está situado al sureste de la isla de Cebú. Está rodeado por los municipios de Dalaguete, al norte, Boljoon, al sur, y los de Badian y Alegría, al oeste. Al este se encuentra la línea de costa, en el estrecho de Cebú.

### Barangayes
- Atabay
- Daan-Lungsod
- Datag
- Guiwang
- Nug-as
- Pasol
- Población
- Pugalo
- San Agustín

## Economía
Alcoy es fundamentalmente una población que desarrolla agricultura y pesca de subsistencia. En el municipio se encuentra también una cantera de roca dolomítica.
- Datos: Q315655
- Multimedia: Alcoy, Cebu / Q315655

1. ↑  Worldpostalcodes.org, código postal n.º 6023.